# Inger Eriksdatter
Inger Eriksdatter (ca. 1100 – ca. 1157) var hustru til Asser Rig, der var høvding på Sjælland. Ingers far var Erik Jarl af Falster, og hendes mor var Cecilia Knudsdatter af Danmark (datter af Knud den Hellige). Inger Eriksdatter blev begravet ved Sorø Klosterkirke ca. 1157.
Asser og Inger boede på gården Fjenneslevlille og stod for opførelsen af Fjenneslev Kirke. De fik børnene Absalon, Esbern Snare og Ingefred Assersdatter.